# Hanns Joachim Friedrichs
Pour les articles homonymes, voir Friedrichs.
Hanns Joachim « Hajo » Friedrichs (né le 15 mars 1927 à Hamm, mort le 28 mars 1995 à Hambourg) est un journaliste et animateur de télévision allemand.

## Biographie
Il est élève du Gymnasium Hammonense ; il obtient son abitur en 1946 après que celui obtenu à Schleusingen pendant la Seconde Guerre mondiale fut annulé. Avant la fin de la guerre, il est Luftwaffenhelfer, fait le Reichsarbeitsdienst puis soldat ; il est brièvement prisonnier au moment de l'armistice. Il fait un stage au journal Telegraf. Grâce à un cours de formation sur la démocratie parlementaire, il vient à Londres au printemps 1949, où il écrit un premier texte pour la BBC. À l'automne 1950, la BBC le prend pour être le présentateur du journal germanophone pendant trois ans.
Friedrichs apparaît pour la première fois à la télévision en 1954 lors d'un sujet sur les 80 ans de Winston Churchill. En 1955, il retourne en Allemagne comme reporter et correspondant de la Nordwestdeutscher Rundfunk à Cologne. Il présente le magazine régional Hier und Heute. En 1963, il commente le Concours Eurovision. Après avoir été engagé par la ZDF en 1964, il présente le journal télévisé et est en 1973 rédacteur du service des sports. En 1985, il vient sur ARD. Il présente l'émission Tagesthemen en alternance avec Ulrike Wolf et Sabine Christiansen ; Ulrich Wickert lui succède en juillet 1991.
En 1988, Friedrichs prononce le prologue de la chanson Gehet hin und vermehret Euch d'Udo Jürgens qui critique la moralité sexuelle de l'Église catholique face à l'augmentation de la population mondiale.
Dans la soirée du 9 novembre 1989, c’est lui qui annoncera sur la première chaîne allemande, Das Erste, dans le journal « tagesthemen », que certaines parties du mur s’effondrent.
Le 28 mars 1995 à 1 heure du matin, Hanns Joachim Friedrichs meurt d'un cancer du poumon qu'il a appris le 27 décembre 1994. Pour lui rendre hommage, on crée un prix à son nom.

## Source de la traduction
- (de) Cet article est partiellement ou en totalité issu de l’article de Wikipédia en allemand intitulé « Hanns Joachim Friedrichs » (voir la liste des auteurs).